# Kaukázus Védelméért emlékérem
A Kaukázus Védelméért emlékérem (oroszul: Медаль «За оборону Кавказа», transzliteráció: Za oboronu Kavkaza) második világháborús szovjet katonai kitüntetés, melyet 1944. május 1-jén alapítottak. Tervezője Nyikolaj Moszkaljov volt.

## Az elismerésről

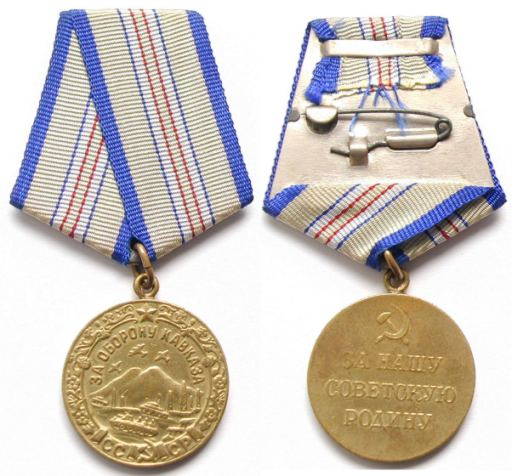
A kitüntetés elöl- és hátulnézeti képe.

A kitüntetés annak állít emléket, hogy a németek és szövetségeseik elleni küzdelemben az 1942-es nyári német offenzíva során a német előretörés megállítása a Kaukázus előterében milyen áldozatos és hősies helytállást követelt a térséget védő Vörös Hadseregtől, a haditengerészettől,  az NKVD katonáitól, valamint az ott élő lakosságtól.
A kitüntetést a mellkas bal oldali részén lehetett viselni. Sorrendjét tekintve megelőzte a Kijev Védelméért emlékérem és az attól magasabb elismerések, valamint követte a A Szovjet Sarkvidék Védelméért emlékérem.
1985-ig összesen 870 000 fő részesült ebben a kitüntetésben és egyfajta veterán szovjet katonai kitüntetéssé is vált. Hasonlóan a Szovjetunió által adományozott kitüntetések nagy részéhez már nem adományozható, viszont a gyűjtők körében nagy becsben tartott, népszerű darab.

## Kinézete
A kitüntetés átmérője 32 milliméter és az anyaga sárgaréz. Az emlékérem előnézetén a Kaukázus és annak legmagasabb csúcsa, az Elbrusz látható. A hegy lábánál olajkutak és vonuló tankok csoportja látható, és felette repülőraj száll. Az elülső oldalon körben peremet képeztek, melyet szőlő- és virágmotívumok díszítenek. A perem felső részén egy ötágú csillag látható. Az alsó részen az CCCP feliratot megfelezi egy sarló és kalapács.
A hátoldalon olvasható felirat «ЗА НАШУ СОВЕТСКУЮ РОДИНУ», fordítása a szovjet hazánkért. A felirat felett középen sarló és kalapács látható. Az érme minden felirata és képe domború. Az éremhez tartozó 24 milliméteres moaré szalagsáv olívafehér, a széle kékkel szegett, melynek középen fut két 2 milliméter széles fehér sáv, melyet külső szélén kék szegő határol. A belső szegők pirosak.

## Fordítás
- Ez a szócikk részben vagy egészben  a(z)    Медаль «За оборону Кавказа» című orosz Wikipédia-szócikk ezen változatának fordításán alapul.  Az eredeti cikk szerkesztőit annak laptörténete sorolja fel. Ez a jelzés csupán a megfogalmazás eredetét és a szerzői jogokat jelzi, nem szolgál a cikkben szereplő információk forrásmegjelöléseként.